# Capeluche
Capeluche (mort en 1418) est un bourreau de Paris. Il se rendit fameux, sous le règne de Charles VI, par ses crimes et par ses excès contre les Armagnacs.

## Biographie
Bourreau à partir de 1411, il est le chef de la « populace », ordonne les exécutions, et fait la loi dans Paris.
Après la conjuration de Périnet Leclerc, les Bourguignons étaient redevenus maîtres de Paris (1418). Le 29 mai 1418, il envahit Paris en pleine nuit, associé aux troupes bourguignonnes envoyées par le duc de Bourgogne, Jean sans Peur, afin de combattre les Armagnacs qui occupaient la ville. Il fait livrer les prisonniers à Vincennes, promet de les conduire au Châtelet, et les fait égorger sous ses yeux, le 12 juin. Parmi les victimes du massacre figurent le comte d'Armagnac, connétable de France et Henri de Marle, Chancelier de France. Capeluche était secondé par les Legoix, les Saint-Yon, les Caboche, chefs de la faction des bouchers.
Le jeune dauphin de France, âgé de 15 ans, résidant à l'Hôtel Saint-Pol, dans le quartier du Marais, est sauvé de justesse par Tanneguy du Chastel, Ambroise de Loré, Pierre Frotier et des officiers fidèles à la couronne et il va se réfugier dans son Duché de Berry, à Bourges, pour y organiser la résistance, face aux Bourguignons et aux Anglais. Sa fiancée, Marie d'Anjou, est retenue en otage par Jean sans Peur et ne sera rendue au dauphin que beaucoup plus tard.
Le duc de Bourgogne, Jean sans Peur, qui avait accepté son concours, ménagea d'abord Capeluche (très populaire à Paris) , mais, dès que son pouvoir fut affermi, il ne supporta plus son insolence et ses excès, et il le fit arrêter et décapiter en 1418. « C'est alors, dit Sismondi, qu'il fit arrêter Capeluche, dont il se reprochait d'avoir serré la main, et lui fit trancher la tête par son valet,  auquel Capeluche montra comment s'y prendre, préparant pour lui-même tous les instruments du supplice. »